# Safety (Footballposition)

Position der Safeties (SS und FS) in einer 3-4-Defense

Safety ist der Name zweier Positionen im American Football innerhalb der Defense einer Mannschaft. Man unterscheidet den Free Safety und den Strong Safety.
In Aufstellungen für Spielzüge werden innerhalb des Defensive Backfields (auch Secondary genannt) für Safeties die Kürzel SS für den Strong Safety und FS für den Free Safety genutzt. Die restlichen Spieler des Defensive Backfields sind die Cornerbacks (CB).

## Strong Safety
Der Strong Safety spielt gegenüber der „starken“ Seite der Angriffsreihe, also auf der gleichen Seite wie der Tight End oder der Fullback der gegnerischen Offense. Der Strong Safety ist meistens von kräftigerer Statur als der Free Safety und steht zu Beginn eines Spielzuges auch näher an der Line of Scrimmage.

## Free Safety
Der Free Safety muss zu Beginn eines Spielzuges die Aufstellung der angreifenden Mannschaft „lesen“ und deren Spielzüge erahnen. Er sollte dadurch in der Lage sein, die „tiefen“ Pässe des gegnerischen Quarterbacks abzufangen. Als Free Safety dient er somit der Unterstützung der Cornerbacks.
Der Free oder der Strong Safety können zu Beginn eines Spielzuges auch direkt den Quarterback attackieren, dieses ist dann der sogenannte Safety Blitz. Da dieser Angriff die Verteidigungslinie entblößt, ist er für die Defense sehr riskant und wird in der Praxis selten angewandt.